# Palmyra (Nebraska)
Palmyra je selo u američkoj saveznoj državi Nebraska. Prema popisu stanovništva iz 2010. u njemu je živjelo 545 stanovnika.